# Don't Worry About Me
Don't Worry About Me es el primer álbum editado por Joey Ramone en solitario, a pesar de que previamente había realizado muchos trabajos con los Ramones como cantante solista. Fue lanzado en 2002, después de su muerte en 2001.

## Lista de canciones
Todas las canciones han sido escritas por Joey Ramone excepto las especificadas.
1. "What a Wonderful World" (Bob Thiele, George David Weiss) – 2:23
2. "Stop Thinking About It" (Joey Ramone, Andy Shernoff) – 2:57
3. "Mr. Punchy" – 2:35
4. "Maria Bartiromo" – 3:58
5. "Spirit in My House" – 2:02
6. "Venting (It's a Different World Today)" – 3:17
7. "Like a Drug I Never Did Before" – 2:04
8. "Searching for Something" (Joey Ramone, Al Maddy) – 4:12
9. "I Got Knocked Down (But I'll Get Up)" – 3:42
10. "1969" (Dave Alexander, James "Iggy Pop" Osterberg, Ron Asheton, Scott Asheton) – 3:40
11. "Don't Worry About Me" – 3:55

## Créditos
- Joey Ramone – cantante solista
- Daniel Rey – guitarra, voces
- Andy Shernoff – bajo, voces
- Frank Funaro – batería en las canciones "Stop Thinking About It", "Spirit in My House", "I Got Knocked Down (But I'll Get Up)" y "Don't Worry About Me"
- Joe McGinty – teclado en las canciones "What a Wonderful World" "Spirit in My House", "I Got Knocked Down (But I'll Get Up)" y "Don't Worry About Me"
- Marky Ramone – batería en las canciones "What A Wonderful World", "Mr. Punchy", "Maria Bartiromo", "Venting (It's A Different World Today)", "Like a Drug I Never Did Before" y "Searching for Something"
- Captain Sensible – voces en la canción "Mr. Punchy"
- Dr. Chud – batería en la canción "1969"
- Jerry Only – bajo en la canción "1969"
- Mickey Leigh – guitarra, voces en la canción "Don't Worry About Me"
- Al Maddy – guitarra, bajo, voces en la canción "Searching for Something"
- Veronica Kofman – voces en la canción "Mr. Punchy"
- Helen Love – voces en la canción "Mr. Punchy"

- Datos: Q2335089